# Вятчанин, Аркадий Фёдорович
Арка́дий Фёдорович Вятча́нин (15 июля 1946, Киров — 1 сентября 2014, Таганрог, Ростовская область) — российский тренер по плаванию и советский спортсмен-пловец, член сборной СССР по плаванию, девятикратный чемпион РСФСР. Заслуженный тренер России (2002).

## Биография
Происходит из спортивной династии:
- сестра — Людмила Фёдоровна Шаляпина — тренер по плаванию, заслуженный работник физической культуры РФ;
- супруга — Ирина Германовна Вятчанина — тренер по плаванию, заслуженный тренер России, кандидат в мастера спорта по плаванию;
- сын — Аркадий Вятчанин-младший — пловец, член сборной России, заслуженный мастер спорта России, участник ОИ-2012, двукратный бронзовый призёр ОИ-2008 в Пекине.

С 1965 года по 1971 год — член сборной СССР по плаванию, девятикратный чемпион РСФСР.
Тренер школ Олимпийского резерва в Воркуте (в школе плавания во дворце спорта посёлка Цементнозаводской), Сыктывкаре, Ростове-на-Дону и Таганроге.
В разные годы тренер, тренер-консультант сборной России по плаванию.
Тренер Анатолия Полякова, Аркадия Вятчанина-младшего (собственного сына), Анастасии Иваненко и некоторых других спортсменов, привлекающихся к выступлениям за сборную страны.
Заслуженный тренер России.
17 октября 2008 года открыл в Таганроге (Ростовская область) частный спортинтернат для наиболее одарённых пловцов из Воркуты.
Ушёл из жизни 1 сентября 2014 года в результате тяжёлой болезни.